# Куперстаун (аэропорт)
Муниципальный аэропорт Куперстаун (англ. Cooperstown Municipal Airport), (FAA LID: S32) — государственный гражданский аэропорт, расположенный в 3,2 километрах к юго-востоку от центрального делового района города Куперстаун (Северная Дакота), США.

## Операционная деятельность
Муниципальный аэропорт Куперстаун занимает площадь в 61 гектар, расположен на высоте 434 метров над уровнем моря и эксплуатирует одну взлётно-посадочную полосу:
- 13/31 размерами 1067 х 18 метров с асфальтовым покрытием.

В период с 27 октября 1998 по 27 октября 1999 года Муниципальный аэропорт Куперстаун обработал 2100 операций по взлётам и посадкам воздушных судов, из них 86 % пришлось на авиацию общего назначения и 14 % — на рейсы аэротакси.